# 386622 New Zealand
386622 New Zealand è un asteroide della fascia principale. Scoperto nel 2009, presenta un'orbita caratterizzata da un semiasse maggiore pari a 2,3007355 UA e da un'eccentricità di 0,1939695, inclinata di 7,07043° rispetto all'eclittica.
L'asteroide è dedicato alla Nuova Zelanda, tramite il proprio endonimo in inglese.